# 大津神社 (羽曳野市)
大津神社（おおつじんじゃ）は、大阪府羽曳野市にある神社。式内社で、旧社格は村社。

## 祭神
- 主祭神 - 素盞嗚尊、奇稻田姫命、天日鷲命
- 配祀神 - 大山咋命、菅原道真

## 歴史
当社の創建年代は6世紀応神天皇の御代ともいわれているが、当社は10世紀初めに醍醐天皇の御代に編纂された延喜式神名帳の河内国丹比郡に「大津神社三座鍬・靱」と明記されている由緒の古い神社であり「丹下の郷の大宮」と称せられていた。当時、この地方には、近仇首王（貴須王）の子孫といわれる葛井氏・船氏・津氏の三氏が勢力を張っており、この三氏のうち津氏一族がこの地をトして「大宮山」と称し、自分達の守護神を奉斎したことが当社の発祥だろうという古来からの定説がある。
当社は津氏一族の守護神として創祀されたようであるが、津氏一族が朝廷に召されて大和国に移住し、また時代の推移に伴って氏姓制度が衰退していくと、中世以降には当社はこの地方九ヶ村の人々の氏神として受け継がれ、「河内の大宮」と称せられた。その後、仏教の隆盛に伴い本地垂迹説に基づいて「牛頭天王社」と称し、境内に真言宗の宮寺である大宮山南之坊を設けて神仏混淆となり、社僧の支配を受けることとなる。こうして広く世の人々からは「北宮の牛頭さん」と称せられた。
明治時代になると新しい神社制度が定められ、神仏習合が厳しく禁じられて南之坊は廃寺とされ、当社は高鷲・埴生両村の氏神として1872年（明治5年）5月に村社に列格され、大津神社と改称された。
太平洋戦争後は、GHQによる占領政策である神道指令によって国家の管理を離れ、1946年（昭和21年）6月2日、宗教法人令に基づき神社本庁所属の宗教法人としての大津神社が発足し現在に至る。
今日では、羽曳野市西部、南西部、広域の氏神（産土神、鎮守神）として崇敬されている。
厄除開運、縁結び、安産、家内安全、交通安全、引越しや住居のリフォーム等の方災除けのご利益があるとされる。おついたち（一日）は一日参りで賑わうが、平素は人通りが少なく、静かである。羽曳野市内の氏神様として認識されている。

## 境内
- 本殿（羽曳野市指定有形文化財） - 寛永17年（1640年）再建[2]。
- 幣殿 - 寛永17年（1640年）再建[2]。
- 拝殿 - 寛永17年（1640年）再建[2]。
- 社務所

### 摂末社
- 大宮辯天宮 - 祭神：市杵嶋姫命。仏教建築である八角堂となっている。祭神は古くは北宮の宮池の小さな浮島に祀られていたもの[1]。
- 大宮戎社 - 祭神：戎大神。1987年（昭和62年）12月19日建立[1]。
- 大宮稲荷社 - 祭神：宇迦之御魂大神。1972年（昭和47年）3月建立[1]。
- 平和之社（やわらぎのやしろ） - 祭神：平和之神（氏子であった戦没英霊278柱）。サンフランシスコ講和条約締結を記念して1951年（昭和26年）に創建された[1]。
  - 本殿 - 1975年（昭和51年）に新たに建立[1]。
  - 拝殿 - 1975年（昭和51年）に新たに建立[1]。

## 文化財

### 羽曳野市指定有形文化財
- 本殿：附 棟札

## 祭事
当社では年に2回祭りが開催される。その都度、付近の道路に通行規制が敷かれる。秋は地車が曳航されるため、規制が増える。
- 夏祭り：毎年7月7、8日に開催される祭り。付近に祭りが少ないため、子供連れでごった返す。2022年（令和4年）からは夏祭りは屋台が出ない。
- 秋祭り（秋の例大祭）：毎年10月7、8日に開催される祭り。市内の向野地区から地車が曳航される。

## 所在地
- 大阪府羽曳野市高鷲8丁目1-2

## アクセス
- 近鉄南大阪線 高鷲駅より徒歩約3分
- 最寄バス停： 近鉄バス高鷲駅前下車すぐ（土曜日の昼間1本のみ）
- 最寄バス停：羽曳野市公共施設循環バス「う～すけ」高鷲駅前下車すぐ